# (36409) 2000 OH49
2000 OH49 (asteroide 36409) é um asteroide da cintura principal. Possui uma excentricidade de 0.20037470 e uma inclinação de 3.40321º.
Este asteroide foi descoberto no dia 31 de julho de 2000 por LINEAR em Socorro.